# Sellado por inducción

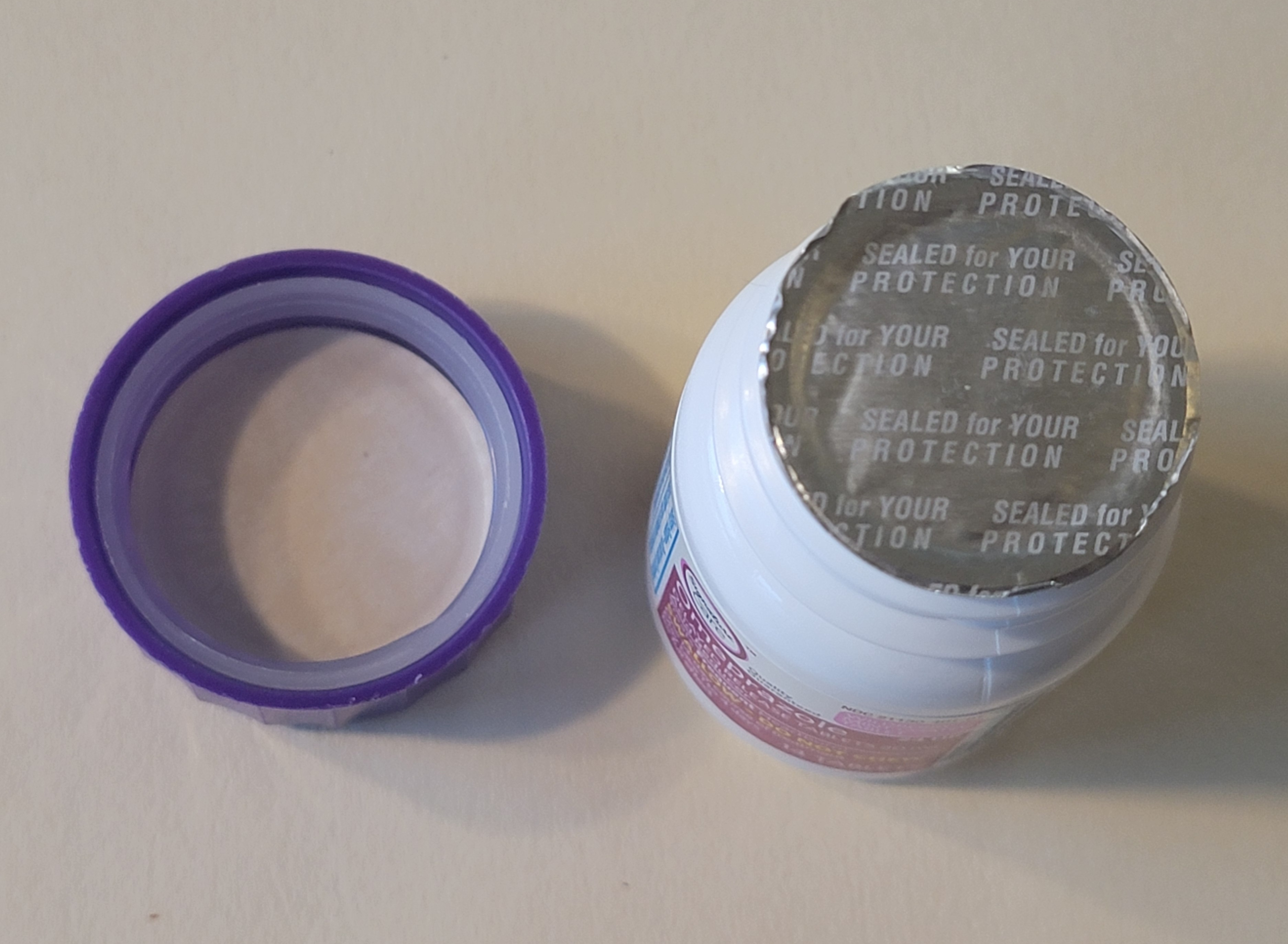
Un sello interno de un recipiente sellado mediante inducción.

Se denomina sellado por inducción, o sellado mediante tapa, a un método, sin contacto, de calentar un disco metálico para sellar herméticamente la parte superior de recipientes de plástico y de vidrio. Este proceso de sellado se realiza luego de que el contenedor haya sido llenado con su contenido y la tapa se haya colocado en su posición.
El nombre proviene de que en el método se utiliza el principio de inducción electromagnética para generar calor y fijar el material del sello.

## Principio de funcionamiento
A la empresa envasadora se le entrega la tapa, a la cual ya se ha colocado una película delgada, que es la inductora. Esta película puede ser de diversos materiales, distribuidos en varias capas. El estrato superior es de una pulpa de papel, generalmente adherida con pegamento a la tapa. La capa siguiente es de cera, que se utiliza para adherir una laminilla de aluminio al papel. El estrato inferior es un film de polímero laminado sobre el metal. Luego de que la tapa o cierre se coloque en posición, al contenedor se le hace pasar bajo una bobina de inducción, la cual emite un campo electromagnético oscilante.
Cuando el contenedor o botella pasa bajo la espira de inducción la laminilla de aluminio que conduce la electricidad comienza a calentarse. El calor derrite la cera, la cual se absorbe en la pulpa del papel y libera a la laminilla metálica de la tapa. El film polímero también se calienta y fluye hacia el reborde de la abertura del contenedor. Al enfriarse, el polímero forma una unión con el contenedor y establece así un sello hermético. Este proceso, que ocurre en un lapso de unos pocos segundos, no afecta al recipiente, ni a su contenido.

## Prevención de pérdidas y protección
Un uso común de los cabezales de sellado planos es sellar contenedores en la industria de alimentos y bebidas para evitar fugas y extender la vida útil.
Algunas empresas de transporte requieren que los productos químicos líquidos se sellen antes del envío para evitar que los productos químicos peligrosos se derramen sobre otros envíos.